# Formose espagnole
1626–1642
- Formose espagnole
- Formose néerlandaise
- royaume de Middag
- empire Ming

Entités précédentes :
- Aborigènes de Taïwan

Entités suivantes :
- Formose néerlandaise

L'île de Taïwan, historiquement connue sous le nom de Formose, abrite au nord de son territoire une colonie espagnole établie en 1626. Après seize ans d'existence, elle est, en 1642, assiégée par les forces néerlandaises établies dans le sud de l'île.

## Histoire

### Établissement de la colonie

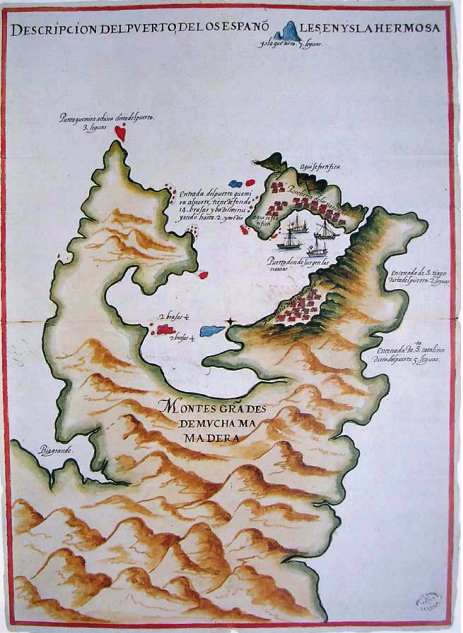
Carte espagnole de 1626 des ports de Keelung et de Tamsui.

L'empire espagnol établit sa présence sur l'île de Formose en 1626 sur la baie de Keelung dans le nord-ouest de l'île ; cette arrivée, sur décision du gouverneur de Manille Fernándo de Silva (en), s'inspirant du modèle du comptoir de Macao de son allié portugais, mais également pour réduire la croissance de la Compagnie néerlandaise des Indes orientales qui s'est entre autres implantée dans le sud de l'île de Formose deux années auparavant. La présence des Néerlandais entrave en effet le commerce des Espagnols et des Portugais dans les Indes orientales, notamment dans les Philippines,.
La première expédition est ainsi lancée le 6 février. Les Espagnols débarquent tout d'abord au point le plus oriental de l'île, dans la baie qu'ils nomment alors cap Santiago, avant de continuer vers l'ouest et d'atteindre le port connu par les Chinois sur le nom de Keelung. Ils s'établissent ainsi sur le pourtour de la baie ainsi que sur la petite île présente sur l'embouchure, renommant cette baie la Santísima Trinidad, et y érigent le fort San Salvador,. En 1629, une seconde base est établie à Tamsui, accueillant principalement le fort San Domingo.

### Sièges et chute de la colonie
En 1641, alors que l'Union ibérique n'est plus et voit l'alliance entre les empires espagnols et portugais rompue, les autorités néerlandaises décident de se débarrasser de leurs voisins du nord de l'île. Le gouverneur de Formose Paulus Traudenius (en) envoie ainsi un ultimatum, auquel le gouverneur espagnol répond par un refus de reddition. Les Néerlandais organisent alors des expéditions vers Keelung et Tamsui, qui se solderont par un échec, se heurtant aux solides fortifications malgré un nombre de troupes plus élevé,.
Malgré la tenue du siège avec succès, la présence de l'empire espagnol reste contestée et le gouverneur requiert ainsi des renforts en prévisions ; quelques dizaines d'hommes sont seulement envoyés à Formose en conséquence par Sebastián Hurtado de Corcuera, gouverneur de Manille alors en fonction,.
Dix-huit mois plus tard après la première attaque, les forces des Pays-Bas entreprennent un nouveau siège au mois d'août 1642. Le 3, les forces navales, composées principalement de quatre frégates et embarquant presque 400 soldats, voguent ainsi vers Keelung. Inférieurs en nombres, les Espagnols, épaulés par des aborigènes locaux ainsi que des Pampangos venus des Philippines, peinent à repousser les assauts et se retranchent vers le fort San Salvador. À l'issue de six jours de siège, les forces espagnoles capitulent ; les Néerlandais acceptent leur reddition et leur permettent aux garnisons espagnoles de quitter l'île, en direction de Manille. La perte de la colonie espagnole de Formose est alors attribuée au gouverneur Corcuera,.